# TV Tokyo
A TV Tokyo Corporation (株式会社テレビ東京; Hepburn: Kabushikigaisha Terebi Tōkyō; Kabusikigaisa Terebi Tókjó) (röviden TX vagy Teleto) az egyik legjelentősebb tokiói televízióadó, amely a TX Network televíziótársasághoz tartozik. A csatorna részben animére specializálódott.

## Története

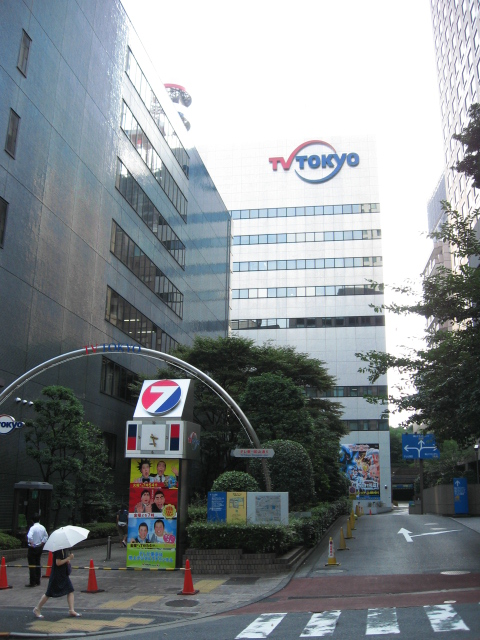
A toranomoni székház

A TV Tokyo-t 1951-ben alapította a Japan Science Promotion Foundation, a sugárzást viszont csak 1964. április 12-én kezdte meg Tokyo Channel 12 Production néven. 1973 októberében a név Tokyo Channel 12-re rövidült. 1981-ben ismét átnevezték, ezúttal Television Tokyo Channel 12-re.
1983-ban a TV Tokyo, a TV Oszaka és az Aicsi Television Broadcasting televízióadók együttműködésével létrejött a TX Network televíziótársaság, amelyet 1991-ig Megalopolis Tokyo-Osaka-Nagoya Networknek hívtak. 1985 decemberében a TV Tokyo székháza a Siba Parkból Toranomonba költözött. 2003. júniusában kapta meg jelenlegi, angol nevét. A TX rövidítés jelentése: T – Tokió, X – XII (a korábbi 12-es jelölés). A japán digitális átállás során a 7-es csatornára költözött.

## Animéi Magyarországon
Számos, TV Tokyo által készített animét mutattak be magyar szinkronnal. Ezeket az A+, az Animax, a Cartoon Network, a Jetix, a Minimax, az RTL Klub és a Viasat 6 sugározta vagy sugározza.

## Műsorok
- 7 Studio Bratch!
- 24
- 101 kiskutya (1997)
- Ad-machick Tengoku
- The Adventures of Gracie Lou
- Adventures of Little El Cid
- Aqua Kids
- Aikatsu!
- Aikatsu! 2
- Aikatsu! 3
- Aikatsu! 4
- Air Gear
- Aka-csan to boku
- Alfréd, a kacsa
- AM Driver
- Ancient Ruler Dinosaur King DKidz Adventure: Pterosaur Legend
- Arata Kangatari
- Ariehen World
- Ari-Ken
- Asagiri no Miko
- Asayan
- Azumanga daió
- B-Daman Crossfire
- B-Daman Fireblast
- Baka to Test to sókandzsú
- Baka to Test to sókandzsú: Nii
- Bakugan
- Bakugan: Új Vestroia
- Bakugan: A gundaliai megszállók
- Bakugan: Mechtanium kitörés
- BakuTech! Bakugan
- BakuTech! Bakugan Gachi
- Bakuto Sengen Daigunder
- Barátaim: Tigris és Micimackó
- Battle Athletes
- Battle Athletes Victory
- Beast King GoLion
- Armored Fleet Dairugger XV
- Bastof Lemon
- Beast Wars II: Super Life-Form Transformers
- Beauty Giants
- Beet the Vandel Buster
- Beet the Vandel Buster: Excellion
- Beyblade
- Beyblade V-Force
- Beyblade G-Revolution
- Beyblade: Metal Fusion
- Beyblade: Metal Masters
- Beyblade: Metal őrület
- Beyblade: Shogun Steel
- Billboard Japan Music Awards
- Bleach
- Blue Dragon
- Blue Dragon: Trials of the Seven Shadows
- Blue Seed
- BoBoiBoy
- Bomberman Jetters
- Boo!
- Boo to You Too! Winnie the Pooh
- The Book of Pooh
- The Book of Pooh: Stories from the Heart
- Boruto: Naruto, a következő generáció
- Buszó Renkin
- The Buzz on Maggie
- Caillou
- Captain Tsubasa J
- Cardfight!! Vanguard: Asia Circuit Hen
- Cardfight!! Vanguard: Link Joker
- Cardfight!! Vanguard: Legion Mate
- Cartoon All-Stars to the Rescue
- Chainsaw Man
- Chokotto iikoto - Takashi Okamura & Hong Kong Happy project
- Cowboy Bebop
- Croket!
- Gag-Cro
- Cross Game
- Cyborg 009
- Cyborg 009: The Cyborg Soldier
- D.Gray-man
- D•N•Angel
- Daiya no Ace
- Danball Senki W
- Danball Senki Wars
- Dan Doh!
- Dave the Barbarian
- DD Fist of the North Star
- Demasita! Powerpuff Girls Z
- Dennou Boukenki Webdiver
- A dinoszauruszok királya
- Dóra, a felfedező
- Doug
- Drama 24
- Dragon Tales
- Drive a GO! GO!
- El Cazador de la Bruja
- Elemental Gelade
- E Morning
- Engie Benjy
- Enka no Hanamichi
- Én kicsi pónim: Varázslatos barátság
- Excel Saga
- Eyeshield 21
- Fair, then Partly Piggy
- F-Zero
- Fairy Tail
- Final Fantasy: Unlimited
- Flint The Time Detective
- Fluffy Gardens
- Fortune Arterial
- Forza! Hidemaru
- Fusigi júgi
- Fruits Basket
- Full Moon vo szagasite
- Gakkyu-oh Yamazaki
- Genki bakuhacu Ganbaruger
- Genszomaden Szaijúki
- Szaijúki Reload
- Szaijúki Reload Gunlock
- George Tokoro's School is a place where I not tell
- Ghost Hunt
- Gintama
- Go Diego, Go!
- God-Tan
- GO-GO Tamagotchi!
- Gokudo
- Gokujou dikara
- Good Luck Girl!
- Gosick
- Grappler Baki TV
- Gumimacik
- Gungrave
- .hack//Legend of the Twilight
- .hack//Roots
- .hack//SIGN
- Haiyore! Nyaruko-san
- Haiyore! Nyaruko-san W
- Hamtaro
- Harry and His Bucket Full of Dinosaurs
- Hayate no Gotoku!
- Hayate no Gotoku!!
- Hayate no Gotoku! Can Take My Eyes Off You
- Hayate no Gotoku! Cuties
- Henry's World
- Hi Hi Puffy AmiYumi
- Hikaru no go
- Hunyor-major
- Idol Densetsu Eriko
- Idol Angel Yokoso Yoko
- Ii-tabi Yume-Kibun
- Inazuma Eleven
- Inazuma Eleven GO
- Inazuma Eleven GO: Chrono Stone
- Inazuma Eleven GO: Galaxy
- Infinite Ryvius
- Initial D
- Itao
- Japan Countdown
- Jewelpet
- Jewelpet Twinkle
- Jewelpet Sunshine
- Jewelpet Kira☆Deco—!
- Jewelpet Happiness
- Jubei-chan: The Ninja Girl
- Jubei-chan 2: The Counterattack of Siberia Yagyu
- Kaiun Nandemo Kanteidan
- Kamichama Karin
- Kamisama Hajimemashita
- Katekyō Hitman Reborn!
- Kenran Butohsai
- Keroro Gunso
- Kiba
- Kinnikuman Second Generations
- Kira-Kira Afro
- Kitano Takesi
- Koala Brothers
- Kudamaki Hachibei X
- Ladies 4
- Lady Jewelpet
- Last Exile
- Level E
- Little Battlers eXperience
- Little Einsteins
- Little Robots
- Love Hina
- Lunar Jim
- Madlax
- Magical Princess Minky Momo
- Mahoraba
- Mainichi Kaasan
- Majisuka Gakuen
- Malacka, a hős
- Mama Mirabelle
- MapleStory (anime)
- Maria-sama ga Miteru
- Maria-sama ga Miteru: Printemps
- Maria-sama ga Miteru 4th Season
- Martian Successor Nadesico
- Matantei Loki Ragnarok
- Matchless Raijin-Oh
- Medabots
- Medabots Spirits
- Medaka Box
- Medaka Box Abnormal
- Mega Man Star Force
- Mega Man Star Force Tribe
- MegaMan NT Warrior
- MegaMan NT Warrior Axess
- MegaMan NT Warrior Stream
- MegaMan NT Warrior Beast
- MegaMan NT Warrior Beast+
- Mermaid Saga
- Micimackó (2011)
- Micimackó: Boldog új mackóévet
- Micimackó kalandjai
- Micimackó legújabb kalandjai
- Micimackó: Tavaszolás Zsebibabával
- Micimackó visszatér
- Minami-ke
- Minami-ke: Okaeri
- Minami-ke: Okawari
- Minami-ke: Tadaima
- Mini Adventures of Winnie the Pooh
- Mirmo de Pon!
- Monday Premiere!
- Monsuno
- Movies Anime
- Movies Kids
- Moya-Moya Summers 2
- Mucha Lucha!
- Mushiking: King of the Beetles
- My Friends Tigger & Pooh: Super Duper Super Sleuths
- My Friends Tigger & Pooh: Super Sleuth Christmas Movie
- Nabari no Ō
- Naruto
- Naruto Sippúden
- Naruto Spin-Off: Rock Lee & His Ninja Pals
- Nacume júdzsincsó
- Zoku Nacume júdzsincsó
- Nacume júdzsincsó Szan
- Nacume júdzsincsó Si
- Negima! Magister Negi Magi
- Negima!?
- Nekketsu Saikyō Go-Saurer
- Neon Genesis Evangelion
- Neo Sports
- News Answer
- News Morning Satellite
- New year wide Historical play
- Nikkei special The Dawn of Gaia
- Nikkei special The Cambria Palace
- Nincs több suli
- Noir
- Non Non Biyori
- Oggy és a svábbogarak
- OL saw dispatch!
- Onegai My Melody
- Onegai My Melody - Kuru Kuru Shuffle!
- Onegai My Melody Sukkiri
- Onegai My Melody Kirara
- Papuwa
- PB&J Otter
- A Penguin's Troubles
- Pepper Ann
- Phineas és Ferb
- Pluster World
- Pokémon
- Pokémon: Pocket Monsters
- Pokémon: Indigo League
- Pokémon: Adventures on the Orange Islands
- Pokémon: The Johto Journeys
- Pokémon: Johto League Champions
- Pokémon: Master Quest
- Pokémon: Advanced Generation
- Pokémon: Advanced
- Pokémon: Advanced Challenge
- Pokémon: Advanced Battle
- Pokémon: Battle Frontier
- Pokémon: Diamond & Pearl
- Pokémon: Diamond and Pearl
- Pokémon: DP: Battle Dimension
- Pokémon: DP: Galactic Battles
- Pokémon: DP: Sinnoh League Victors
- Pokémon: Best Wishes!
- Pokémon: Black & White
- Pokémon: BW: Rival Destinies
- Pokémon: BW: Adventures in Unova
- Pokémon: BW: Adventures in Unova and Beyond
- Pokémon: XY
- Pooh's Heffalump Halloween Movie
- Pooh's Heffalump Movie
- Popolocrois
- Pöttöm bolygók
- The Prince of Tennis
- PriPara
- Psychic Squad
- Psychic Squad: The Unlimited
- Rakétamajmok
- Rejtélyek városkája
- Quack Pack
- Rubbadubbers
- Rumic Theater
- Ryo Ishikawa
- Sabrina (1999)
- Sabrina, a tiniboszorkány – Éljen a barátság!
- Saki
- Saki Acsiga-hen episode of Side-A
- Saki: The Nationals
- Sakugan no Shana
- Sakugan no Shana Final
- Sámán király
- Saolin leszámolás
- Saturday Special
- The Save-Ums
- Sea Princesses
- Shinsuke Minami
- Shugo Chara!
- Shugo Chara!! Doki
- Shugo Chara! Party!
- Sidzsó szaikjó no desi Kenicsi
- Sket Dance
- Skip Beat!
- Skunk Fu – Balhé a völgyben
- Slayers
- Slayers Next
- Slayers Try
- Slayers Revolution
- Slayers Evolution-R
- Sódzso kakumei Utena
- Sonic X
- Solomon flow
- Soreike! Zukkoke Sanningumi
- Soul Eater
- Soul Eater Not!
- Spy x Family
- Stay at the countryside?
- Sumidagawa Fireworks Festival
- Sunday Big Valiety
- Super Life-Form Transformers: Beast Wars Neo
- Született kémek
- Szünet
- Tales of Friendship with Winnie the Pooh
- Tamagoccsi!
- Tamagoccsi! Jume Kira Dream
- Tamagoccsi! Miracle Friends
- Tank Knights Fortress
- Tegami bacsi
- Tegami bacsi Reverse
- Tengen Toppa Gurren Lagann
- Tenku szenki Surato
- Theater Gold
- Tigger & Pooh and a Musical Too
- Tigris színre lép
- Tsubasa kapitány
- Tsubasa kapitány 2002
- Tonari no Kaibucu-kun
- Toradora!
- Tottoko Hamutaro
- Tottoko Hamutaro Dechu
- Transformers
- Transformers: Car Robots
- Transformers: Armada
- Transformers: Energon
- Transformers: Prime
- Trigun
- Trotting Hamtaro Hai!
- Tündéri keresztszülők
- TV Champion
- TXN News[4]
- Ultraman Ginga
- Urakara
- Uramiya Honpo
- Űrkedvencek
- Vadmacska kommandó
- Valiety 7
- Vampire Knight
- Vampire Knight Guilty
- Virtua Fighter
- The Vision of Escaflowne
- Voltron: Defender of the Universe
- Wang playoff gluttony
- Wedding Peach
- The Weekenders
- Weekly AKB
- Will and Dewitt
- Winnie the Pooh: 123's
- Winnie the Pooh and Christmas Too
- Winnie the Pooh and a Day for Eeyore
- Winnie the Pooh Discovers the Seasons
- Winnie the Pooh's ABC of Me
- Winnie the Pooh: Seasons of Giving
- A Winnie the Pooh Thanksgiving
- Winnie the Pooh: A Valentine for You
- Winning Horse racing
- World Business Satellite
- The World God Only Knows
- The World God Only Knows II
- The World God Only Knows: Goddesses
- Yaiba
- Yakitate!! Japan
- Yan-yan Music studio
- Yarisugi Kozy
- Yasuhiro Tase's Weekly News Bookstore
- Y. Brave and Devil's Castle
- Yin Yang Yo!
- You wa Nani shi ni Nippon He
- Yowamushi Pedal
- Yowamushi Pedal Grande Road
- Yu-Gi-Oh!
- Yu-Gi-Oh! 5D's
- Yu-Gi-Oh! Arc-V
- Yu-Gi-Oh! Duel Monsters
- Yu-Gi-Oh! GX
- Yu-Gi-Oh! Go Rush!!
- Yu-Gi-Oh! Sevens
- Yu-Gi-Oh! VRAINS
- Yu-Gi-Oh! Zexal
- Yu-Gi-Oh! Zexal II
- Yukemuri Sniper
- Yumeiro Patissiere
- Zenki
- Zukkoke Knight - Don De La Mancha